# Классификационное общество
Классификационное общество, регистрационное общество — учреждение, занимающееся регистрацией судов и оценкой их качеств при помощи института сюрвейеров на основе разрабатываемых обществами правил постройки судов разных типов.
Эта оценка выражается в том, что классификационные общества присваивают судам тот или иной так называемый технический класс, причем для судов, которые строятся по правилам этих обществ и под наблюдением их агентов, присвоение этого класса является значительно более простым делом, чем присвоение технического класса судам, конструкция которых отступает от этих правил.
Технический класс присваивается судам на определенный срок, обычно 5-годичный, по истечении которого каждое судно для сохранения своего класса должно подвергнуться со стороны классификационного учреждения освидетельствованиям. На основе этих освидетельствований решаются вопросы, может ли быть сохранен присвоенный ранее судну класс, какой ремонт необходим для сохранения судном класса и т. п. При всяких более или менее крупных авариях судно автоматически теряет свой класс, который может быть восстановлен только на основе специального освидетельствования судна по решению и на условиях, зависящих от классификационного общества.
Основными задачами классификационных обществ являются:
- разработка и издание правил классификации, постройки и обеспечения безопасности судов;
- проверка классификационной документации (чертежей) на новых и переоборудованных судах;
- надзор за постройкой новых судов и их приёмка, надзор за ремонтом и переоборудованием старых судов;
- классификация и классификационные (ревизионные) осмотры судов, находящихся в эксплуатации;
- регистрация судов в судовом Регистре.

Классификационные общества являются техническими организациями, действующими на коммерческих началах, так как они взимают плату за освидетельствование судов и присвоение им технического класса.
Некоторые классификационные учреждения мира: 
1. Регистр Ллойда (Lloyd's Register of Shipping), основанный в 1760 году и реорганизованный в 1834 году (Лондон).
2. Российский морской регистр судоходства, основанный в 1913 году (Санкт-Петербург).
3. Российский речной регистр, основанный в 1913 году (Москва).
4. DNV GL Group, образованная в сентябре 2013 года в результате объединения классификационных обществ Норвежский Веритас (Det Norske Veritas) и Германский Ллойд (Germanischer Lloyd) (Осло).
5. Бюро Веритас (Bureau Veritas), основанное во Франции в 1828 году (Париж).
6. Британская корпорация (The British corporation of shipping and aircraft), основанная в 1890 году (Глазго).
7. Итальянский регистр (Registro italiano navale ed aeronautico), основанный в 1861 году (Генуя).
8. Американское бюро судоходства (The American bureau of shipping), основанное в 1862 году (Нью-Йорк).
9. Японская морская корпорация (Nippon Kaiji Kyokai или ClassNK), основанная в 1899 году (Токио).
10. Регистр судоходства Украины (Shipping Register of Ukraine), основанный в 1998 (Киев).

Эти общества публикуют для общего пользования правила постройки судов и таблицы для нахождения размеров составных частей корпуса их. Самыми распространенными являются правила двух старейших обществ: английского «Регистра Ллойда» и французского «Бюро Веритас».
Ежегодно регистрационные общества выпускают регистровые книги, в которых сообщают сведения о техническом состоянии зарегистрированных у них судов. Самой полной регистровой книгой является книга английского Ллойда, в которой даются сведения о морских судах всего мира, обладающих валовой вместимостью в 100 и более регистровых тонн.